# Poproč, Košice-okolie
Poproč este o comună slovacă, aflată în districtul Košice-okolie din regiunea Košice. Localitatea se află la altitudinea de 363 m deasupra n.m., se întinde pe o suprafață de 26,41 km2 și în 2017 număra 2.740 de locuitori.

## Istoric
Localitatea Poproč este atestată documentar din 1255.

## Demografie
| An:                | 1994 | 2004   | 2014   | 2024   |
| ------------------ | ---- | ------ | ------ | ------ |
| Număr de persoane: | 2831 | 2811   | 2774   | 2647   |
| Diferență:         |      | −0,70% | −1,31% | −4,57% |

| An:                | 2023 | 2024   |
| ------------------ | ---- | ------ |
| Număr de persoane: | 2651 | 2647   |
| Diferență:         |      | −0,15% |